# Seiko

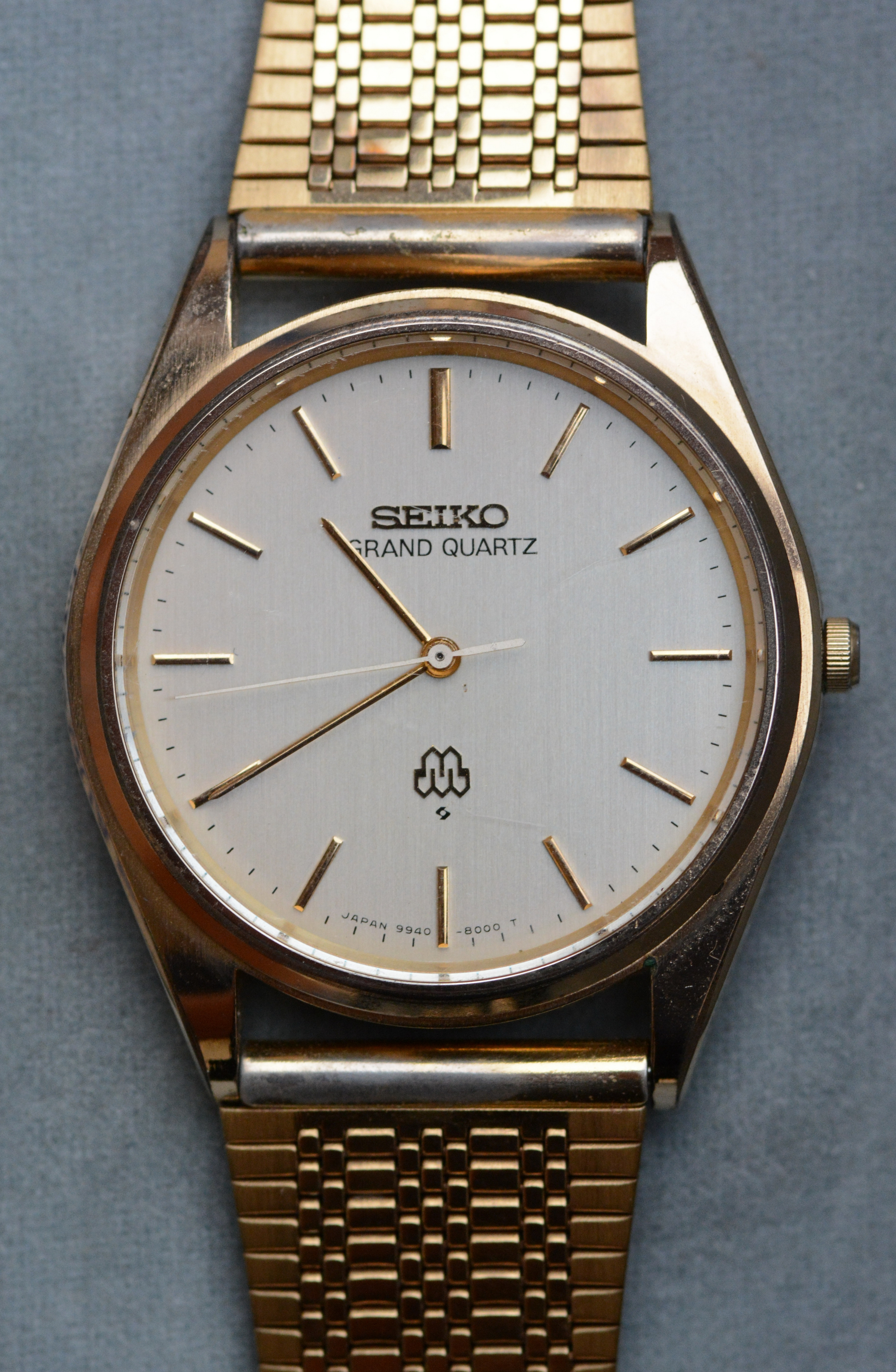
Seiko Grand Quartz.

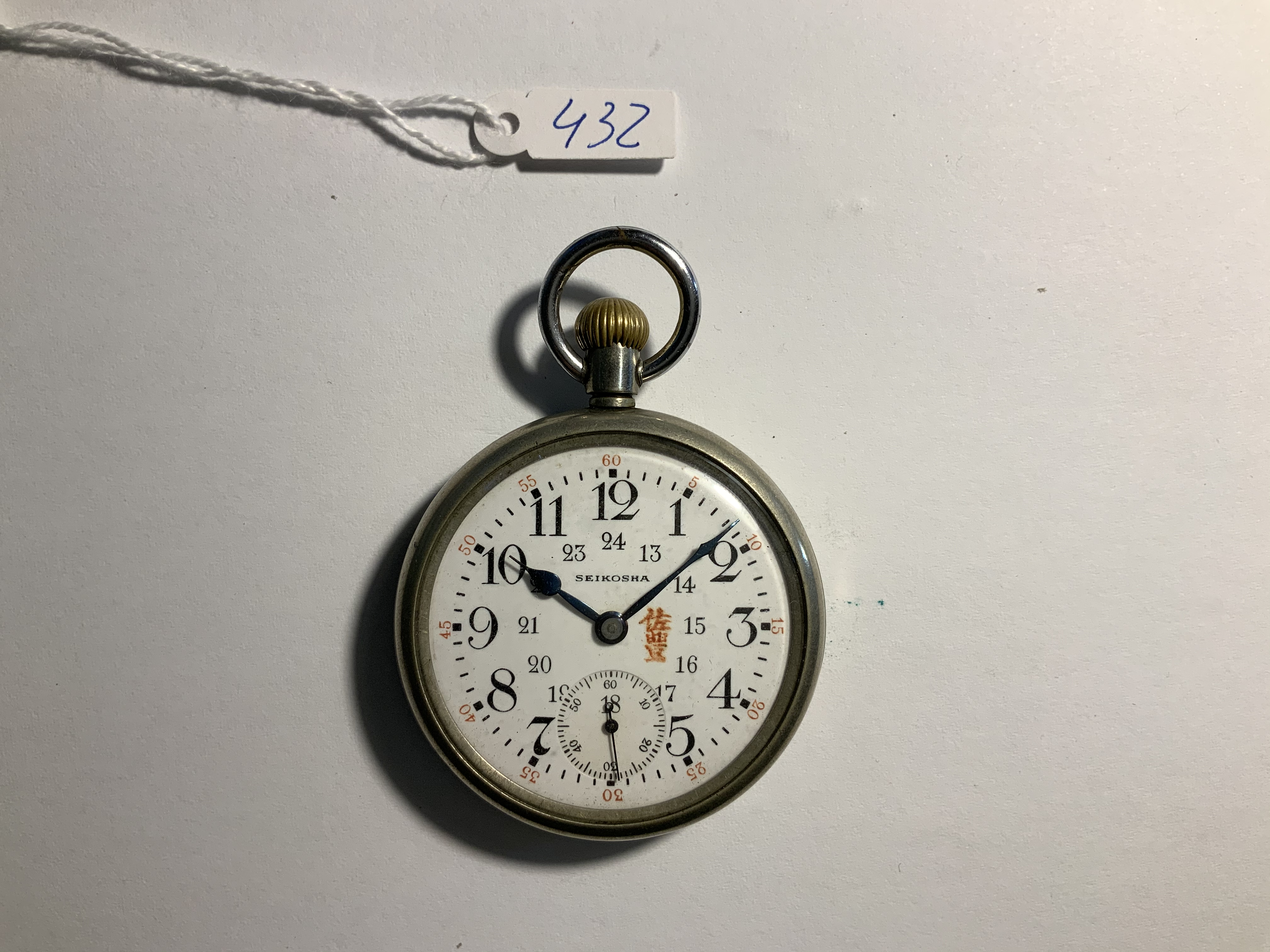
Reloj SEIKOSHA (hoy SEIKO) de 24 horas, estilo lepine en níquel y cromo de los primeros producidos por KINTARO HATTORI, con el número de serie 167. Reloj extraído del MIARB.

Seiko Holdings Corporation es una marca de relojería japonesa, fundada en 1881 por Kintaro Hattori. Seiko es una manufactura relojera, siendo de las pocas que hasta el momento equipan mecanismos de manufactura propia a sus relojes de más básicas gamas.

## Historia
En 1877 Kintaro Hattori crea su propio taller de reparación de relojes, en Kyobashi. Además de ocuparse de reparar relojes también vende relojes de segunda mano. Su relojería obtiene entonces el éxito necesario para iniciar la fabricación de sus propios relojes: Hattori crea la empresa Seiko en 1881 y lanza la marca Seikosha en 1892. De carácter innovador, emprende la creación de relojes de bolsillo, proyecto que conduce al reloj Time Keeper en 1885.
A partir de 1903, el montaje de todos sus relojes se realizará en la fábrica Seikosha, que se convierte en el mayor productor de relojes de Japón, pero también en uno de los más importantes del mundo.
En 1913 fabrican "El Laurel", del que se ha fabricado una versión fiel del original en el año 2023 con motivo de su aniversario, pieza en la que ya no se usan componentes de otros fabricantes. Al día de hoy, todas las piezas de los relojes, desde la correa hasta los mecanismos, son fabricados por la propia firma y a día de hoy su producción es muy elevada y similar a la de otras marcas suizas de gran relevancia. 
Aunque no sería hasta 1924 cuando se produce el primer reloj bajo la marca Seiko. Poco a poco seguirían innovando, hasta que en 1927 Seiko produce el más pequeño reloj para mujer de Japón, diez años más tarde Seiko vende más de dos millones de relojes; en 1940 la marca produce el "Súper", su primer reloj de pulsera con segundero y al año siguiente el primer cronógrafo de bolsillo de Japón.
En los años 50 Seiko construyó el primer reloj automático de Japón. También empezará a imponerse en los concursos de relojería, y rivalizará desde esta época con los relojes suizos. Seiko será entonces reconocida mundialmente.
En 1964 Seiko proporciona los cronómetros oficiales de los Juegos Olímpicos en Tokio, entre los que estaban los primeros cronómetros de cuarzo. Desde entonces, varias olimpiadas y campeonatos del mundo de fútbol fueron cronometrados por la firma. Un año después, presenta su primer reloj de buceo o "Diver", el modelo 6217, decorado en su parte trasera con la imagen de un delfín. Hoy, los modelos Seiko de buceo llevan el dibujo estilizado de una ola, tomada de un dibujo del ilustrador japonés Katsushika Hokusai, La Gran Ola de Kanagawa en la tapa trasera.
En la Navidad de 1969 fue presentado el Seiko Quartz-Astron 35SQ, primer reloj de pulsera de cuarzo del mercado, que atrasaba tan sólo 5 segundos al mes. Fabricado en oro, su precio era de 1.250 dólares, como un automóvil mediano. Su lema de lanzamiento sería "Algún día, todos los relojes se fabricarán así".
En abril de 1969 (6 meses antes que la competencia), Seiko creó el modelo 6139-6002, el primer cronómetro automático del mercado, por delante de Zenith y del consorcio Chronomatic con Heuer, Breitling y Hamilton. En 1973, el modelo fue utilizado por el coronel William R. Pogue en el Skylab, a escondidas de la NASA. En 2006, un amante de la relojería descubrió este hecho a través de unas fotografías. Desde entonces, al modelo 6139-6002 se le conoce como Seiko "Pogue".
En 1972, la firma estadounidense Hamilton lanzó el primer reloj digital electrónico bajo la marca Pulsar, marca que luego sería adquirida por Seiko. Una nueva era parecía abrirse en la relojería. A su remolque, en 1973 presentó su primer reloj digital, en 1975 ya incorporaría cronógrafo y en los años 1980 presentó modelos que incluían mensajes de voz, calculadora, grabadora de voz o televisión.
Cuando parecía arrinconado el reloj de agujas por la pantalla LCD, el lanzamiento del reloj suizo Swatch en 1983 revivió comercialmente los modelos analógicos.
En 1988 se presentó el modelo Kinetic, que no se lanzaría comercialmente hasta 1992, híbrido entre el clásico automático mecánico y reloj de cuarzo. El movimiento humano, en lugar de dar cuerda a un mecanismo mecánico, mueve un generador que alimenta un mecanismo eléctrico. De nuevo, volverían a usar el lema "Algún día, todos los relojes se fabricarán así". Posteriormente esa línea sería mejorada con el "Auto Relay", que paraba el reloj si permanecía un tiempo sin usarse, siendo capaz de recuperar la hora correcta hasta 4 años después, cuando se volviera a usar; y con el "Perpetual", con calendario perpetuo.

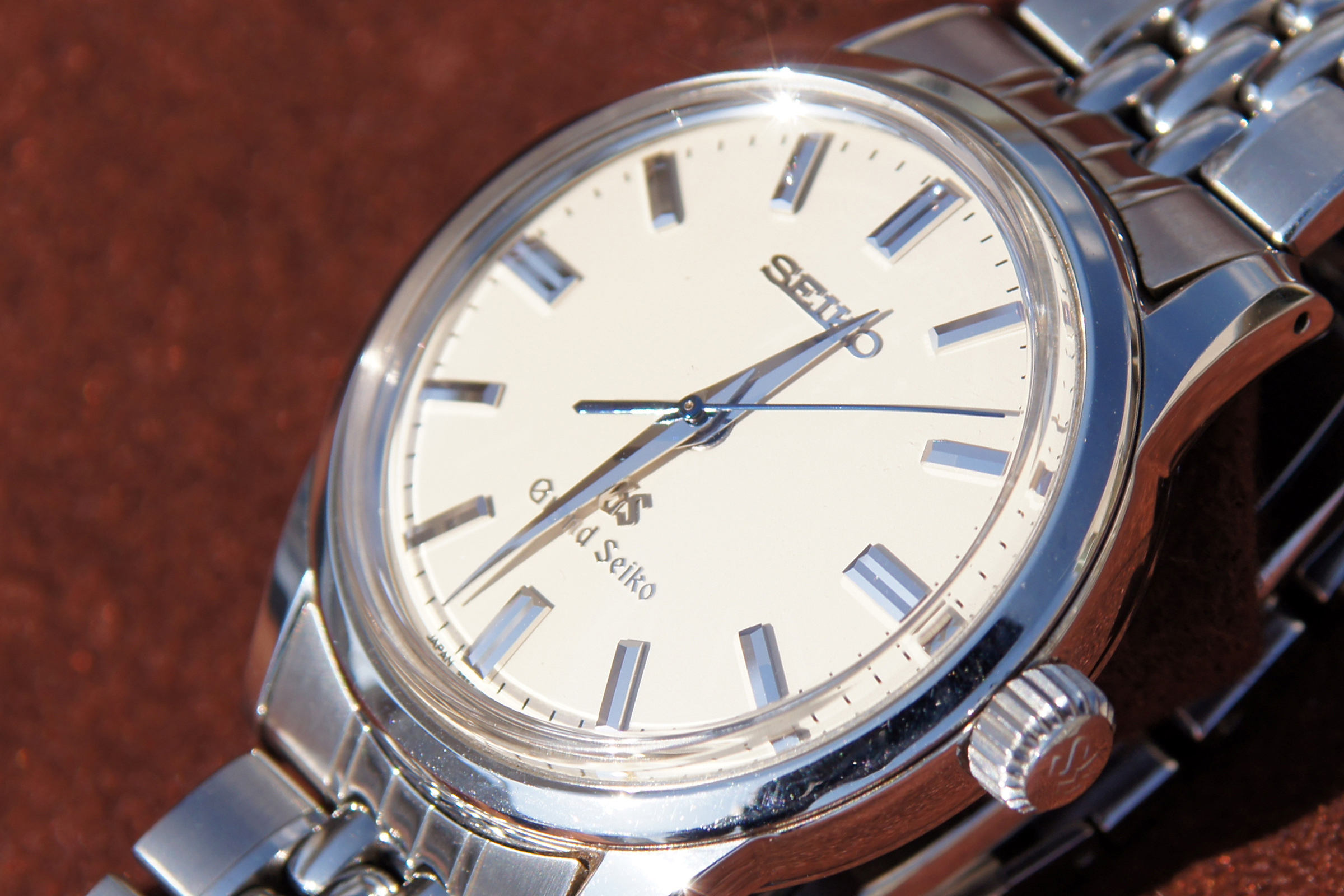
Grand Seiko SBGW005

En 1998 presentarían el Thermic, accionado por el calor humano. Y un año después presentarían el "Spring Drive", otro movimiento híbrido entre mecánico de carga automática y cuarzo en el que a diferencia de los kinetic, que son calibres de cuarzo convencionales cuya alimentación viene de un acumulador cargado por el movimiento humano; el Spring Drive es un calibre mecánico de carga automática, cuyo escape está controlado por un circuito electrónico con un oscilador de cuarzo. El movimiento de las agujas del reloj es totalmente fluido. La autonomía de un mecanismo Spring Drive completamente cargado es de 72 horas, frente a las 40 de un mecanismo convencional. Dada su exclusividad y alto precio, se vende principalmente en las colecciones de alta relojería "Grand Seiko" y "Credor".

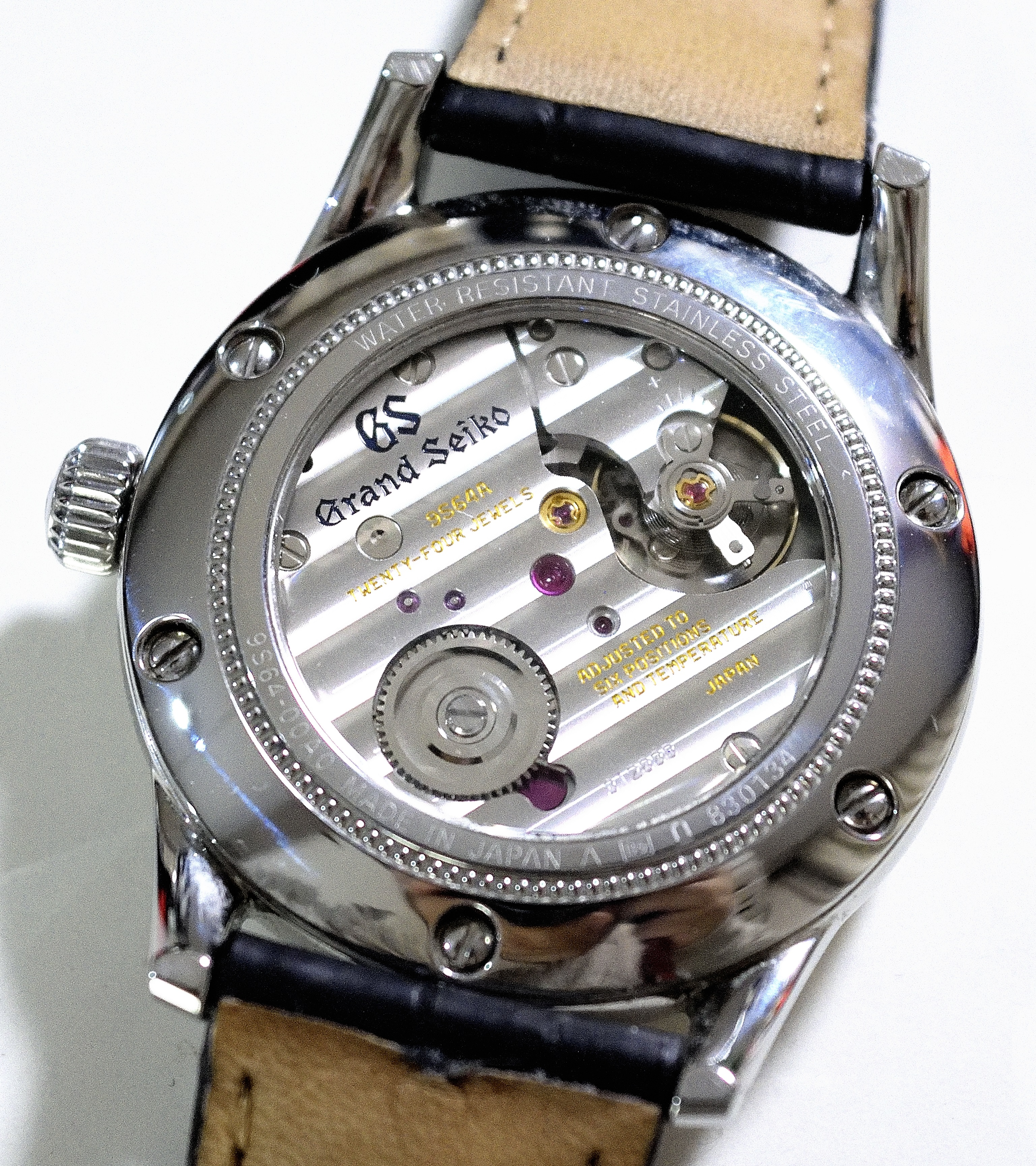
Grand Seiko Calibre 9S64 Reloj de pulsera de cuerda manual El Calibre 9S64 es un movimiento mecánico de cuerda manual introducido en 2011.

## Actualidad

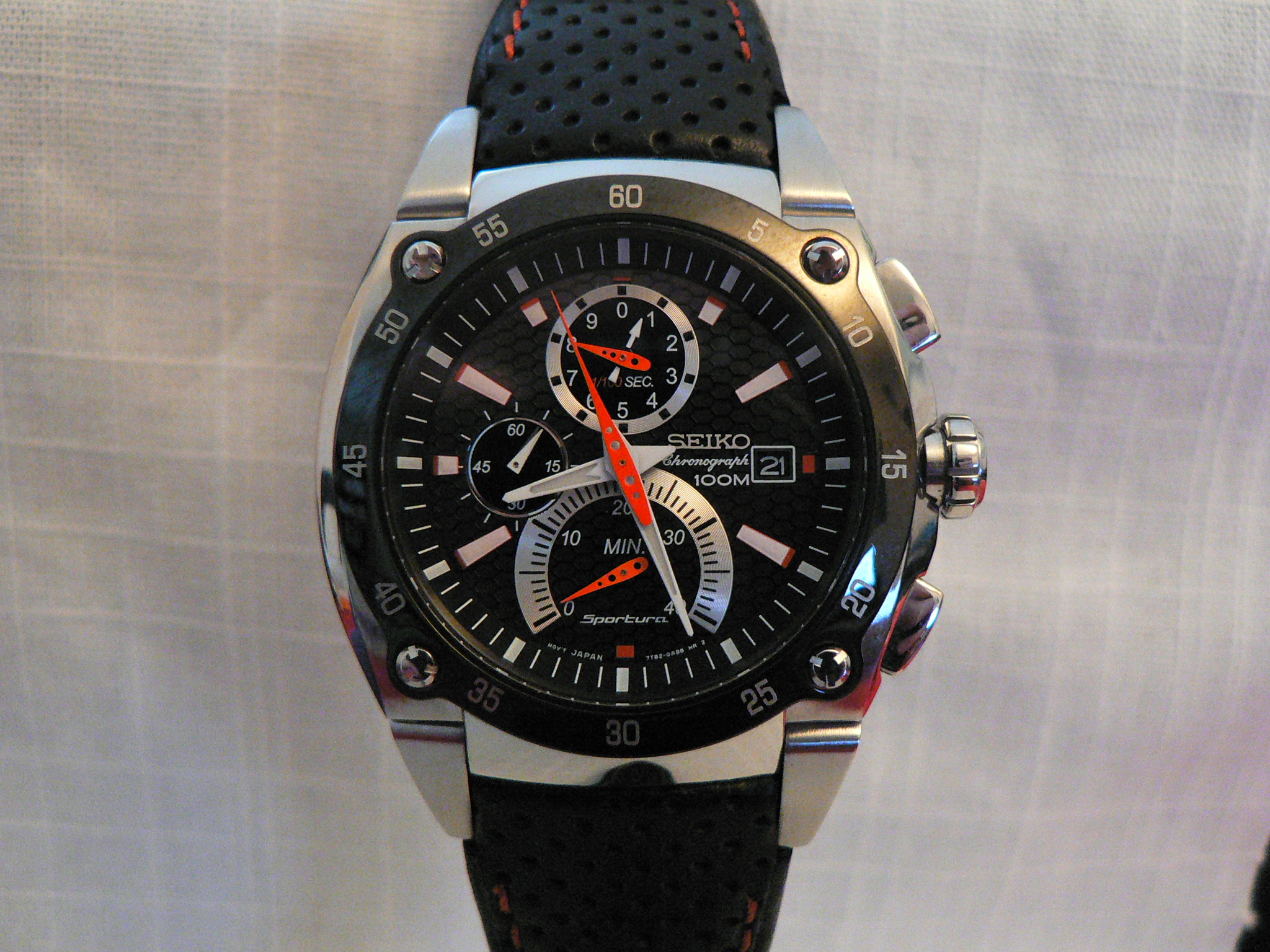
Seiko Sportura

Seiko vende bajo muchas marcas, colecciones, series y su comercialización varía según los países. Seiko comercializa relojes que van desde precios populares (unos 50€), a alta relojería, como el Credor Juri limited Edition GBBX998 (unos 500.000$ aprox), o el Credor Spring Drive Sonnerie que cuesta más de 100.000$. Es propietaria de varias marcas, como la firma de alta relojería Credor, que se vende tan sólo en Japón; y las marcas populares Wired, Alba, Pulsar y Lorus. También participa con más de la mitad de las acciones en el capital de la conocida firma relojera Orient.
Bajo la marca Seiko tiene series de lujo como Grand Seiko o King Seiko, a la venta en Japón, o la nueva serie de lujo Ananta, que se venderá mundialmente y que incluye en algunos modelos calibres Spring Drive; y también series más populares como Premier, Sportura, Velatura, Arctura, Coutura, Rivoli, Vivace, Prospex, y la más popular serie con movimientos automáticos "Seiko 5", que hace referencia a sus 5 cualidades: automático, resistente a golpes, resistente a agua, con fecha y con día.